# طواف النرويج 2022
طواف النرويج 2022 (بالنرويجية: Tour of Norway 2022)‏ هو سباق دراجات هوائية، وهو الموسم الحادي عشر من طواف النرويج، وأقيم خلال الفترة من 24 مايو 2022، وحتى 29 مايو 2022.
فاز بالمركز الأول رمكو أفينبول، وبالمركز الثاني Jay Vine ‏، وبالمركز الثالث لوكاس بلاب، وفاز توبياس هالاند يوهانسن في ترتيب النقاط، وكان الفائز حسب النقاط للشباب رمكو أفينبول، وكان الفائز في تصنيف الجبال Joel Nicolau ‏، وفاز فريق إنيوس في ترتيب الفرق.

## الفرق
| فرق عالمية (9)- Bora-Hansgrohe - EF Education-EasyPost - Ineos Grenadiers - Intermarché-Wanty-Gobert Matériaux - Israel-Premier Tech - Jumbo-Visma - Quick-Step Alpha Vinyl - Team DSM - Trek-Segafredo فرق برو (6)- Alpecin-Fenix - Bardiani-CSF-Faizanè - كاجا رورال-سيغوروس 2022 ‏ - Human Powered Health - سبورت فلاندرين بالويس 2022 ‏ - أونو اكس برو سايكلنج تيم 2022 ‏ فرق قارية (3)- كووب 2022 ‏ - فريق ريوال للدراجات 2022 ‏ - كولوكويك 2022 ‏ |  |
| |  |

## المراحل
| قائمة المراحل | قائمة المراحل | قائمة المراحل                      | قائمة المراحل      | قائمة المراحل | قائمة المراحل   | قائمة المراحل         |
| المرحلة       | التاريخ       | الدورة                             |                    | المسافة (كم)  | الفائز بالمرحلة | القائد العام          |
| ------------- | ------------- | ---------------------------------- | ------------------ | ------------- | --------------- | --------------------- |
| مرحلة 1       | 24 مايو       | برغن – Voss ‏                       | مرحلة جبلية متوسطة | 173٫6         | رمكو أفينبول    | رمكو أفينبول          |
| مرحلة 2       | 25 مايو       | Ulvik ‏ – Geilo ‏                    | مرحلة جبلية        | 123٫8         | إيثان هايتر     | توبياس هالاند يوهانسن |
| مرحلة 3       | 26 مايو       | قول – Gaustatoppen ‏                | مرحلة جبلية        | 175٫8         | رمكو أفينبول    | رمكو أفينبول          |
| مرحلة 4       | 27 مايو       | Hovden, Aust-Agder ‏ – كريستيانساند | مرحلة مستوية       | 232٫1         | ماركو هالر      | رمكو أفينبول          |
| مرحلة 5       | 28 مايو       | فليكفيورد – ساندنيس                | مرحلة جبلية        | 181٫7         | رمكو أفينبول    | رمكو أفينبول          |
| مرحلة 6       | 29 مايو       | ستافانغر – ستافانغر                | مرحلة مستوية       | 149٫3         | ألكسندر كريستوف | رمكو أفينبول          |

## النتيجة

### مرحلة 1
هي مرحلة جبلية متوسطة، أقيمت في 24 مايو 2022، وامتدّت لمسافة 173.6 كيلومتر. فاز بالمرحلة رمكو أفينبول، وكان متصدر الترتيب العام في نهاية المرحلة رمكو أفينبول، وكان المتصدر حسب ترتيب النقاط رمكو أفينبول، وكان المتصدر في ترتيب التسلق Håkon Aalrust ‏، وتصدر ترتيب النقاط للشباب رمكو أفينبول، ومتصدر ترتيب الفرق فريق إنيوس 2022.
| التصنيف العام         | التصنيف العام         | التصنيف العام   | التصنيف العام                      | التصنيف العام |
| العداء                | العداء                | البلد           | الفريق                             | الوقت         |
| --------------------- | --------------------- | --------------- | ---------------------------------- | ------------- |
| 1                     | رمكو أفينبول          | بلجيكا          | Quick-Step Alpha Vinyl             | 4 س 21 د 21 ث |
| 2                     | توبياس هالاند يوهانسن | النرويج         | أونو-إكس موبيليتي ‏                 | + 4 ث         |
| 3                     | إدوارد براديس         | إسبانيا         | كاجا رورال-سيغوروس ‏                | + 8 ث         |
| 4                     | لوكاس بلاب            | أستراليا        | Ineos Grenadiers                   | + 13 ث        |
| 5                     | إيثان هايتر           | المملكة المتحدة | Ineos Grenadiers                   | + 13 ث        |
| 6                     | استيبان تشافيس        | كولومبيا        | EF Education-EasyPost              | + 15 ث        |
| 7                     | جيانلوكا برامبيلا     | إيطاليا         | تريك سيغافريدو                     | + 15 ث        |
| 8                     | مايك تيونسين          | هولندا          | Jumbo-Visma                        | + 15 ث        |
| 9                     | Cian Uijtdebroeks ‏    | بلجيكا          | بورا هانسغروه                      | + 15 ث        |
| 10                    | Laurens Huys ‏         | بلجيكا          | Intermarché-Wanty-Gobert Matériaux | + 15 ث        |
| مصدر: ProCyclingStats |                       |                 |                                    |               |

### مرحلة 2
هي مرحلة جبلية، أقيمت في 25 مايو 2022، وامتدّت لمسافة 123.8 كيلومتر. فاز بالمرحلة إيثان هايتر، وكان متصدر الترتيب العام في نهاية المرحلة توبياس هالاند يوهانسن، وكان المتصدر حسب ترتيب النقاط إيثان هايتر، وكان المتصدر في ترتيب التسلق Håkon Aalrust ‏، وتصدر ترتيب النقاط للشباب رمكو أفينبول، ومتصدر ترتيب الفرق فريق إنيوس 2022.
| التصنيف العام         | التصنيف العام         | التصنيف العام   | التصنيف العام          | التصنيف العام |
| العداء                | العداء                | البلد           | الفريق                 | الوقت         |
| --------------------- | --------------------- | --------------- | ---------------------- | ------------- |
| 1                     | توبياس هالاند يوهانسن | النرويج         | أونو-إكس موبيليتي ‏     | 7 س 14 د 37 ث |
| 2                     | إيثان هايتر           | المملكة المتحدة | Ineos Grenadiers       | + 1 ث         |
| 3                     | رمكو أفينبول          | بلجيكا          | Quick-Step Alpha Vinyl | + 1 ث         |
| 4                     | مايك تيونسين          | هولندا          | Jumbo-Visma            | + 10 ث        |
| 5                     | لوكاس بلاب            | أستراليا        | Ineos Grenadiers       | + 14 ث        |
| 6                     | كارل فريدريك هاغن     | النرويج         | إسرائيل - بريمير تيك   | + 16 ث        |
| 7                     | تاو غايغن هارت        | المملكة المتحدة | Ineos Grenadiers       | + 16 ث        |
| 8                     | Jay Vine ‏             | أستراليا        | Alpecin-Fenix          | + 16 ث        |
| 9                     | باتريك بيفن           | نيوزيلندا       | إسرائيل - بريمير تيك   | + 26 ث        |
| 10                    | Marco Brenner ‏        | ألمانيا         | Team DSM               | + 26 ث        |
| مصدر: ProCyclingStats |                       |                 |                        |               |

### مرحلة 3
هي مرحلة جبلية، أقيمت في 26 مايو 2022، وامتدّت لمسافة 175.8 كيلومتر. فاز بالمرحلة رمكو أفينبول، وكان متصدر الترتيب العام في نهاية المرحلة رمكو أفينبول، وكان المتصدر حسب ترتيب النقاط توبياس هالاند يوهانسن، وكان المتصدر في ترتيب التسلق رمكو أفينبول، وتصدر ترتيب النقاط للشباب رمكو أفينبول، ومتصدر ترتيب الفرق فريق إنيوس 2022.
| التصنيف العام         | التصنيف العام         | التصنيف العام    | التصنيف العام                      | التصنيف العام  |
| العداء                | العداء                | البلد            | الفريق                             | الوقت          |
| --------------------- | --------------------- | ---------------- | ---------------------------------- | -------------- |
| 1                     | رمكو أفينبول          | بلجيكا           | Quick-Step Alpha Vinyl             | 11 س 54 د 35 ث |
| 2                     | Jay Vine ‏             | أستراليا         | Alpecin-Fenix                      | + 46 ث         |
| 3                     | لوكاس بلاب            | أستراليا         | Ineos Grenadiers                   | + 1 د 24 ث     |
| 4                     | توبياس هالاند يوهانسن | النرويج          | أونو-إكس موبيليتي ‏                 | + 1 د 30 ث     |
| 5                     | Marco Brenner ‏        | ألمانيا          | Team DSM                           | + 2 د 16 ث     |
| 6                     | تاو غايغن هارت        | المملكة المتحدة  | Ineos Grenadiers                   | + 2 د 21 ث     |
| 7                     | باتريك بيفن           | نيوزيلندا        | إسرائيل - بريمير تيك               | + 2 د 41 ث     |
| 8                     | ماغنوس شيفيلد         | الولايات المتحدة | Ineos Grenadiers                   | + 2 د 41 ث     |
| 9                     | Laurens Huys ‏         | بلجيكا           | Intermarché-Wanty-Gobert Matériaux | + 2 د 44 ث     |
| 10                    | Cian Uijtdebroeks ‏    | بلجيكا           | بورا هانسغروه                      | + 2 د 46 ث     |
| مصدر: ProCyclingStats |                       |                  |                                    |                |

### مرحلة 4
هي مرحلة بسيطة، أقيمت في 27 مايو 2022، وامتدّت لمسافة 232.1 كيلومتر. فاز بالمرحلة ماركو هالر، وكان متصدر الترتيب العام في نهاية المرحلة رمكو أفينبول، وكان المتصدر حسب ترتيب النقاط توبياس هالاند يوهانسن، وكان المتصدر في ترتيب التسلق رمكو أفينبول، وتصدر ترتيب النقاط للشباب رمكو أفينبول، ومتصدر ترتيب الفرق فريق إنيوس 2022.
| التصنيف العام         | التصنيف العام         | التصنيف العام    | التصنيف العام                      | التصنيف العام  |
| العداء                | العداء                | البلد            | الفريق                             | الوقت          |
| --------------------- | --------------------- | ---------------- | ---------------------------------- | -------------- |
| 1                     | رمكو أفينبول          | بلجيكا           | Quick-Step Alpha Vinyl             | 16 س 56 د 56 ث |
| 2                     | Jay Vine ‏             | أستراليا         | Alpecin-Fenix                      | + 46 ث         |
| 3                     | لوكاس بلاب            | أستراليا         | Ineos Grenadiers                   | + 1 د 04 ث     |
| 4                     | توبياس هالاند يوهانسن | النرويج          | أونو-إكس موبيليتي ‏                 | + 1 د 30 ث     |
| 5                     | تاو غايغن هارت        | المملكة المتحدة  | Ineos Grenadiers                   | + 2 د 21 ث     |
| 6                     | ماغنوس شيفيلد         | الولايات المتحدة | Ineos Grenadiers                   | + 2 د 41 ث     |
| 7                     | Laurens Huys ‏         | بلجيكا           | Intermarché-Wanty-Gobert Matériaux | + 2 د 44 ث     |
| 8                     | Cian Uijtdebroeks ‏    | بلجيكا           | بورا هانسغروه                      | + 2 د 46 ث     |
| 9                     | استيبان تشافيس        | كولومبيا         | EF Education-EasyPost              | + 2 د 47 ث     |
| 10                    | كارل فريدريك هاغن     | النرويج          | إسرائيل - بريمير تيك               | + 3 د 05 ث     |
| مصدر: ProCyclingStats |                       |                  |                                    |                |

### مرحلة 5
هي مرحلة جبلية، أقيمت في 28 مايو 2022، وامتدّت لمسافة 181.7 كيلومتر. فاز بالمرحلة رمكو أفينبول، وكان متصدر الترتيب العام في نهاية المرحلة رمكو أفينبول، وكان المتصدر حسب ترتيب النقاط توبياس هالاند يوهانسن، وكان المتصدر في ترتيب التسلق Joel Nicolau ‏، وتصدر ترتيب النقاط للشباب رمكو أفينبول، ومتصدر ترتيب الفرق فريق إنيوس 2022.
| التصنيف العام         | التصنيف العام         | التصنيف العام    | التصنيف العام                      | التصنيف العام  |
| العداء                | العداء                | البلد            | الفريق                             | الوقت          |
| --------------------- | --------------------- | ---------------- | ---------------------------------- | -------------- |
| 1                     | رمكو أفينبول          | بلجيكا           | Quick-Step Alpha Vinyl             | 21 س 50 د 19 ث |
| 2                     | Jay Vine ‏             | أستراليا         | Alpecin-Fenix                      | + 56 ث         |
| 3                     | لوكاس بلاب            | أستراليا         | Ineos Grenadiers                   | + 1 د 30 ث     |
| 4                     | توبياس هالاند يوهانسن | النرويج          | أونو-إكس موبيليتي ‏                 | + 1 د 34 ث     |
| 5                     | تاو غايغن هارت        | المملكة المتحدة  | Ineos Grenadiers                   | + 2 د 36 ث     |
| 6                     | ماغنوس شيفيلد         | الولايات المتحدة | Ineos Grenadiers                   | + 2 د 51 ث     |
| 7                     | Laurens Huys ‏         | بلجيكا           | Intermarché-Wanty-Gobert Matériaux | + 2 د 54 ث     |
| 8                     | Cian Uijtdebroeks ‏    | بلجيكا           | بورا هانسغروه                      | + 2 د 56 ث     |
| 9                     | استيبان تشافيس        | كولومبيا         | EF Education-EasyPost              | + 3 د 02 ث     |
| 10                    | كارل فريدريك هاغن     | النرويج          | إسرائيل - بريمير تيك               | + 3 د 20 ث     |
| مصدر: ProCyclingStats |                       |                  |                                    |                |

### مرحلة 6
هي مرحلة بسيطة، أقيمت في 29 مايو 2022، وامتدّت لمسافة 149.3 كيلومتر. فاز بالمرحلة ألكسندر كريستوف، وكان متصدر الترتيب العام في نهاية المرحلة رمكو أفينبول.

## التصنيف العام النهائي
| التصنيف العام         | التصنيف العام         | التصنيف العام    | التصنيف العام                      | التصنيف العام  |
| العداء                | العداء                | البلد            | الفريق                             | الوقت          |
| --------------------- | --------------------- | ---------------- | ---------------------------------- | -------------- |
| 1                     | رمكو أفينبول          | بلجيكا           | Quick-Step Alpha Vinyl             | 25 س 19 د 11 ث |
| 2                     | Jay Vine ‏             | أستراليا         | Alpecin-Fenix                      | + 56 ث         |
| 3                     | لوكاس بلاب            | أستراليا         | Ineos Grenadiers                   | + 1 د 30 ث     |
| 4                     | توبياس هالاند يوهانسن | النرويج          | أونو-إكس موبيليتي ‏                 | + 1 د 34 ث     |
| 5                     | تاو غايغن هارت        | المملكة المتحدة  | Ineos Grenadiers                   | + 2 د 36 ث     |
| 6                     | ماغنوس شيفيلد         | الولايات المتحدة | Ineos Grenadiers                   | + 2 د 51 ث     |
| 7                     | Laurens Huys ‏         | بلجيكا           | Intermarché-Wanty-Gobert Matériaux | + 2 د 54 ث     |
| 8                     | Cian Uijtdebroeks ‏    | بلجيكا           | بورا هانسغروه                      | + 2 د 56 ث     |
| 9                     | استيبان تشافيس        | كولومبيا         | EF Education-EasyPost              | + 3 د 02 ث     |
| 10                    | كارل فريدريك هاغن     | النرويج          | إسرائيل - بريمير تيك               | + 3 د 20 ث     |
| مصدر: ProCyclingStats |                       |                  |                                    |                |

### تصنيف النقاط
| تصنيف النقاط          | تصنيف النقاط          | تصنيف النقاط    | تصنيف النقاط                       | تصنيف النقاط |
| العداء                | العداء                | البلد           | الفريق                             | النقاط       |
| --------------------- | --------------------- | --------------- | ---------------------------------- | ------------ |
| 1                     | توبياس هالاند يوهانسن | النرويج         | أونو-إكس موبيليتي ‏                 | 58 نقطة      |
| 2                     | لوكاس بلاب            | أستراليا        | Ineos Grenadiers                   | 50 نقطة      |
| 3                     | مايك تيونسين          | هولندا          | Jumbo-Visma                        | 49 نقطة      |
| 4                     | رمكو أفينبول          | بلجيكا          | Quick-Step Alpha Vinyl             | 48 نقطة      |
| 5                     | إيثان هايتر           | المملكة المتحدة | Ineos Grenadiers                   | 36 نقطة      |
| 6                     | ماركو هالر            | النمسا          | بورا هانسغروه                      | 31 نقطة      |
| 7                     | ألكسندر كريستوف       | النرويج         | Intermarché-Wanty-Gobert Matériaux | 30 نقطة      |
| 8                     | Filippo Fiorelli ‏     | إيطاليا         | Bardiani CSF Faizanè               | 30 نقطة      |
| 9                     | Jay Vine ‏             | أستراليا        | Alpecin-Fenix                      | 28 نقطة      |
| 10                    | إيثان هايتر           | المملكة المتحدة | Ineos Grenadiers                   | 28 نقطة      |
| مصدر: ProCyclingStats |                       |                 |                                    |              |

### تصنيف الجبال
| تصنيف الجبال          | تصنيف الجبال             | تصنيف الجبال    | تصنيف الجبال           | تصنيف الجبال |
| العداء                | العداء                   | البلد           | الفريق                 | النقاط       |
| --------------------- | ------------------------ | --------------- | ---------------------- | ------------ |
| 1                     | Joel Nicolau ‏            | إسبانيا         | كاجا رورال-سيغوروس ‏    | 32 نقطة      |
| 2                     | رمكو أفينبول             | بلجيكا          | Quick-Step Alpha Vinyl | 20 نقطة      |
| 3                     | Ben Healy (cyclist) ‏     | جمهورية أيرلندا | EF Education-EasyPost  | 15 نقطة      |
| 4                     | توبياس هالاند يوهانسن    | النرويج         | أونو-إكس موبيليتي ‏     | 15 نقطة      |
| 5                     | André Drege ‏             | النرويج         | تيم كووب ‏              | 14 نقطة      |
| 6                     | Embret Svestad-Bårdseng ‏ | النرويج         | تيم كووب ‏              | 14 نقطة      |
| 7                     | Håkon Aalrust ‏           | النرويج         | تيم كووب ‏              | 12 نقطة      |
| 8                     | لوكاس بلاب               | أستراليا        | Ineos Grenadiers       | 11 نقطة      |
| 9                     | لوكاس أريكسون            | السويد          | فريق ريوال للدراجات ‏   | 11 نقطة      |
| 10                    | Aaron Van Poucke ‏        | بلجيكا          | سبورت فلاندرين بالويس ‏ | 10 نقطة      |
| مصدر: ProCyclingStats |                          |                 |                        |              |

## تصنيف الفرق

### الفرق حسب الوقت
| تصنيف الفرق حسب الوقت | تصنيف الفرق حسب الوقت          | تصنيف الفرق حسب الوقت | تصنيف الفرق حسب الوقت |
| الفريق                | الفريق                         | البلد                 | الوقت                 |
| --------------------- | ------------------------------ | --------------------- | --------------------- |
| 1                     | Ineos Grenadiers               | المملكة المتحدة       | 76 س 04 د 16 ث        |
| 2                     | إسرائيل - بريمير تيك 2022 ‏     | إسرائيل               | + 13 د 25 ث           |
| 3                     | أونو اكس برو سايكلنج تيم 2022 ‏ | النرويج               | + 15 د 06 ث           |
| 4                     | EF Education-EasyPost          | الولايات المتحدة      | + 17 د 51 ث           |
| 5                     | Jumbo-Visma                    | هولندا                | + 21 د 48 ث           |
| مصدر: ProCyclingStats |                                |                       |                       |

## تصانيف فرعية

### تصنيف أفضل شاب
| تصنيف أفضل شاب        | تصنيف أفضل شاب           | تصنيف أفضل شاب   | تصنيف أفضل شاب         | تصنيف أفضل شاب |
| العداء                | العداء                   | البلد            | الفريق                 | الوقت          |
| --------------------- | ------------------------ | ---------------- | ---------------------- | -------------- |
| 1                     | رمكو أفينبول             | بلجيكا           | Quick-Step Alpha Vinyl | 25 س 00 د 30 ث |
| 2                     | لوكاس بلاب               | أستراليا         | Ineos Grenadiers       | + 1 د 30 ث     |
| 3                     | ماغنوس شيفيلد            | الولايات المتحدة | Ineos Grenadiers       | + 2 د 51 ث     |
| 4                     | Cian Uijtdebroeks ‏       | بلجيكا           | بورا هانسغروه          | + 2 د 56 ث     |
| 5                     | Embret Svestad-Bårdseng ‏ | النرويج          | تيم كووب ‏              | + 8 د 38 ث     |
| 6                     | Kevin Vermaerke ‏         | الولايات المتحدة | Team DSM               | + 8 د 52 ث     |
| 7                     | Ben Healy (cyclist) ‏     | جمهورية أيرلندا  | EF Education-EasyPost  | + 13 د 57 ث    |
| 8                     | Michel Hessmann ‏         | ألمانيا          | Jumbo-Visma            | + 19 د 53 ث    |
| 9                     | كوربين سترونغ            | نيوزيلندا        | إسرائيل - بريمير تيك   | + 21 د 38 ث    |
| 10                    | Jenno Berckmoes ‏         | بلجيكا           | سبورت فلاندرين بالويس ‏ | + 31 د 55 ث    |
| مصدر: ProCyclingStats |                          |                  |                        |                |

## وصلات خارجية
- الموقع الرسمي
- لمحة عن سباق طواف النرويج 2022 على موقع  ProCyclingStats   (برو  سايكلنج  ستاتس) - إحصاءات  محترفي  الدراجات.
- طواف النرويج 2022 على موقع إحصائيات الدراجات الإحترافية (الإنجليزية)